# Artur Vaitoianu
Artur Vaitoianu (Ismail, 14. travnja 1864. – Bukurešt, 17. lipnja 1956.) je bio rumunjski vojni zapovjednik i političar. Tijekom Prvog svjetskog rata zapovijedao je 10. divizijom, II. i IV. korpusom, te 2. armijom. Nakon rata obnašao je dužnost predsjednika vijeća ministra, te je bio ministrom u više rumunjskih vlada.

## Rani život i vojna karijera
Artur Vaitoianu rođen je 14. travnja 1864. u Ismailu. Sin je Weithoffera Vaitoianua, inače šefa telegrafske stanice. Godine 1884. završava Vojnu školu u Adjudu, dok dvije godine kasnije diplomira na Školi za topništvo i inženjeriju. Potom postaje predavač na Ratnoj školi u Bukureštu. Brzo napreduje u vojnoj hijerarhiji, te 1915. dostiže čin brigadnog generala.

## Prvi svjetski rat
Na početku neprijateljstva Vaitoinu zapovijeda 10. divizijom s kojom sudjeluje u Flamandskoj operaciji. U prosincu 1916. imenovan je zapovjednikom II. korpusa. Tijekom zapovijedanja istim, u travnju 1917., promaknut je u čin divizijskog generala. Drugim korpusom Vaitoinau zapovijeda tijekom Bitke kod Marastija. Nakon te bitke, početkom kolovoza 1917., preuzima mjesto zapovjednika IV. korpusa zamijenivši zapovjedništvo s Gheorghe Valeanuom koji je pak postao zapovjednikom II. korpusa. U studenom 1917. godine postaje zapovjednikom 2. armije kojom zapovijeda do lipnja 1918. godine.

## Politička karijera
Vaitoianu je 1919. godine napustio vojsku, te počeo političku karijeru kao član Nacionalne liberalne stranke. Nakon što je vlada Ioana C. Bratianua tijekom Versailleske mirovne konferencije podnijela ostavku, Vaitoianuu je 27. rujna 1919. godine dan mandat da formira vijeće ministara. U vladi je uz dužnost predsjednika vijeća ministara obnašao i dužnost ministra unutarnjih poslova, te ministra vanjskih poslova. Tijekom Vaitoianuova mandata organizirani su od 2 do 4. studenog 1919. izbori za Predstavnički dom, te od 7. do 9. studenog 1919. izbori za Senat. Vaitoianu je dužnost predsjednika vijeća ministara obnašao do formiranja koalicijske vlade 29. studenog 1919. godine. Nakon toga Vaitoianu svoju političku karijeru nastavlja kao zastupnik u parlamentu. U liberalnim vladama koje su formirane u prvoj dekadi dvadesetih godina obnaša dužnost ministra u više ministarstava. Tako od siječnja 1922. do listopada 1923. obnaša dužnost ministra unutarnjih poslova, nakon čega od listopada 1923. do ožujka 1926. obnaša dužnost ministra komunikacija.
Godine 1925. postaje senator, dok 1930. podržava dolazak Karola II. na rumunjsko prijestolje. Kao uvjereni monarhist podržavao je Karolovu vladavinu, te je 1938. imenovan kraljevim savjetnikom.

## Kasniji život i smrt
Nakon završetka Drugog svjetskog rata Vaitoianu je 1947., iako tada u poznim godinama, od strane komunističkih vlasti uhićen i zatvoren zajedno s većinom političara iz međuratnog razdoblja.
Artur Vaitoianu preminuo je 17. lipnja 1956. godine u 93. godini života u Bukureštu. Pokopan je u kripti Mauzoleja Marasti podignutom u čast poginulih u Bitci kod Marastija. 

## Vanjske poveznice
(rum.) Artur Vaitoianu na stranici Enciclopediaromaniei.ro

| Prethodnik Alexandru Averescu | Zapovjednik 2. armije Artur Vaitoianu | Nasljednik nitko |